# الكعابة (تينزولين)
الكعابة هي إحدى مشيخات المملكة المغربية، تتبع جغرافيا لإقليم زاكورة وإداريًا لتينزولين. يقدر عدد سكانها بـ 4358 نسمة حسب الإحصاء الرسمي للسكان والسكنى لسنة 2004.